# Deutsche Volkspartei (Polen)
Die Deutsche Volkspartei (DVP) war eine kurzlebige Partei der deutschen Minderheit in der Zweiten Polnischen Republik 1918 bis 1919.
Im Dezember 1918 wurde die DVP im Hinblick auf die bevorstehende Wahl der Verfassunggebenden Versammlung gegründet. Sie verstand sich als Einheitspartei der Deutschen in Mittelpolen und vertrat Positionen der bürgerlichen Mitte. Vorsitzender war Adolf Eichler (1877–1945).
Bei den Wahlen zur Verfassungsgebenden Versammlung gewann die DVP 51.527 Stimmen und zwei Mandate. Gewählt wurden Josef Spickermann und Ludwig Wolff. Am 1. November 1919 verzichtete Wolff auf sein Mandat und Oscar Friese rückte nach. Die Partei löste sich Ende 1919 auf.
Nachdem im Mai 1920 eine Nachwahl für das an Polen abgetretenen Pommerellen erfolgte, schlossen sich die beiden Abgeordneten mit den sechs gewählten deutschen Abgeordneten der Deutschen Partei und der Z.A.G. aus Pommerellen zur Fraktion „Deutsche Vereinigung“ zusammen. Am 22. Januar 1922 wurde Oscar Friese aus dieser Fraktion ausgeschlossen.